# John C. Williams
John Carroll Williams (Sacramento, California, 12 de junio de 1962) es un economista estadounidense. Ha sido presidente y CEO de la Reserva Federal de San Francisco y ha trabajado en el Comité Federal de Mercado Abierto. El 3 de abril de 2018, fue nombrado como nuevo presidente y CEO de la Reserva Federal de Nueva York, en sustitución de William C. Dudley.

## Biografía
John C. Williams obtuvo un A.B. por la Universidad de California en Berkeley en 1984; un máster en Economía por la London School of Economics en 1989, que completó con un doctorado (Ph.D.) en Economía por la Universidad Stanford en 1994. Sus líneas de investigación son la política monetaria durante las crisis, la innovación y la productividad y los ciclos empresariales.
Está casado con Audrey Lyndon, que trabajó en San Francisco como profesora asociada y presidenta del Departamento de Enfermería de Atención Médica familiar de la UCSF. Tienen dos hijos.

## Carrera
Comenzó su carrera en 1994 como economista del Board of Governors of the Federal Reserve System. Más tarde, se unió a la Reserva Federal de San Francisco en 2002. Antes de convertirse en presidente, fue vicepresidente ejecutivo y director de investigación de esa misma institución. Asumió el cargo de presidente y Director Ejecutivo de la Reserva Federal de San Francisco el 1 de marzo de 2011. El 3 de abril de 2018 fue nombrado presidente y director ejecutivo de Reserva Federal de Nueva York.
Williams es además editor de la revista International Journal of Central Banking. Anteriormente lo había sido de la American Economic Review. Además, ha colaborado con el Consejo de Asesores Económicos y como conferenciante en la Escuela Empresarial de la Universidad Stanford.